# Sư đoàn Bộ binh 301
Sư đoàn 301 là một sư đoàn bộ binh thuộc biên chế của Bộ tư lệnh Thủ đô Hà Nội, có nhiệm vụ vừa xây dựng, huấn luyện, vừa sẵn sàng chiến đấu cao, phối hợp với các lực lượng vũ trang địa phương tác chiến sẵn sàng bảo vệ Thủ đô. 

## Lịch sử
Ngày 27-2-1979, Bộ Quốc phòng ra Quyết định thành lập Sư đoàn 301 trực thuộc Bộ Tư lệnh Thủ đô Hà Nội với nhiệm vụ vừa xây dựng, vừa huấn luyện, sẵn sàng chiến đấu cao; phối hợp với lực lượng vũ trang địa phương tác chiến trong khu vực phòng ngự, tiến công và phản công, bảo vệ Thủ đô.

## Biên chế
Trung đoàn Bộ binh 692 (Đoàn Thanh Xuyên)
Trung đoàn bộ binh 757
Trung đoàn bộ binh 59